# 티틀리스
티틀리스(Titlis)는 스위스 옵발덴주와 베른주의 경계에 위치한 해발 3,238m에 있는 알프스산맥의 산이다. 옵발덴주 마을 엥겔베르크를 내려다보는 위치에 있다. 그 엥겔베르크에서 산 정상 바로 아래의 전망지까지 등산철도와 로프웨이로 연결된다. 빙하를 빠져나온 동굴과 설원에 만들어진 공원이 있다.
티틀리스의 세계 최초로 회전하는 케이블카로 유명하다. 이 케이블카는 도중 4개의 주요 역인 겔슈니알프(1,262m), 트륍제(1,796m), 슈탄트(2,428m), 클라인 티틀리스(3,028m)를 통과하여 엥겔베르크-티틀리스 산꼭대기 사이를 연결하고 있다.
케이블카 여정의 끝부분에 가까운 일부는 빙하보다 높은 위치를 통과한다. 클라인 티틀리스에서는 케이블카 정류장 입구에서 빙하동굴에 들어갈 수 있다. 유럽에서 가장 높은 고도의 현수교인 티틀리스 클리프 워크(Titlis Cliff Walk)가 2012년 12월에 개방되어 알프스의 전경을 조망할 수 있다. 많은 사람들이 융프라우요흐 보다 저렴하고 쉬운 옵션으로 티틀리스를 이용한다.

## 역사
초기에 티틀리스는 벤덴슈톡(Wendenstock) 또는 놀렌(Nollen)이라는 이름으로 알려졌다. 라이젠트 놀렌(Reissend Nollen)과 벤덴슈토케(Wendenstöcke)는 산에서 가장 가까운 서쪽 이웃의 봉우리로 티틀리스보다 약간 낮지만 날카롭고 험준한 봉우리이다. 1435년의 문서에서 산은 튜텔슈베르크(Tuttelsberg , 튜틸로스의 산)라고 불렸고, 현지 농부로 추정되는 튜틸로스(Tutilos)라는 사람을 언급했다. 튜틸로스 베르크(Tutilos Berg)란 이름은 티틀리스베르크(Titlisberg)가 되었고 나중에 티틀리스(Titlis)가 되었다.
티틀리스의 최초 등반은 1739년에 이루어졌을 것으로 추정된다. 이 등반에는 이그나즈 헤스(Ignaz Hess), JE 바서( J. E. Waser)와 엥겔베르크에서 온 또 다른 두 사람에 의해 이루어졌다. 등반에 대한 최초의 서면 증거는 엥겔베르거 문서(Engelberger Dokumente)에서 찾을 수 있다. 이 문서에는 1744년에 정상에 오른 네 사람의 일행을 언급하고 있다.
1904년 1월 21일, 조제프 쿠스터와 빌리 암흐하인(Willi Amrhein)이 티틀리스의 첫 스키 등반을 했다.
1967년 3월, 클라인 티틀리스(3,032m)로 가는 케이블카가 개통되었다.
2012년 12월, 엥겔베르크-게르슈니알프 케이블카 110주년을 기념하기 위해 티틀리스 클리프 워크(Titlis Cliff Walk)가 개장되었다.

## 지리

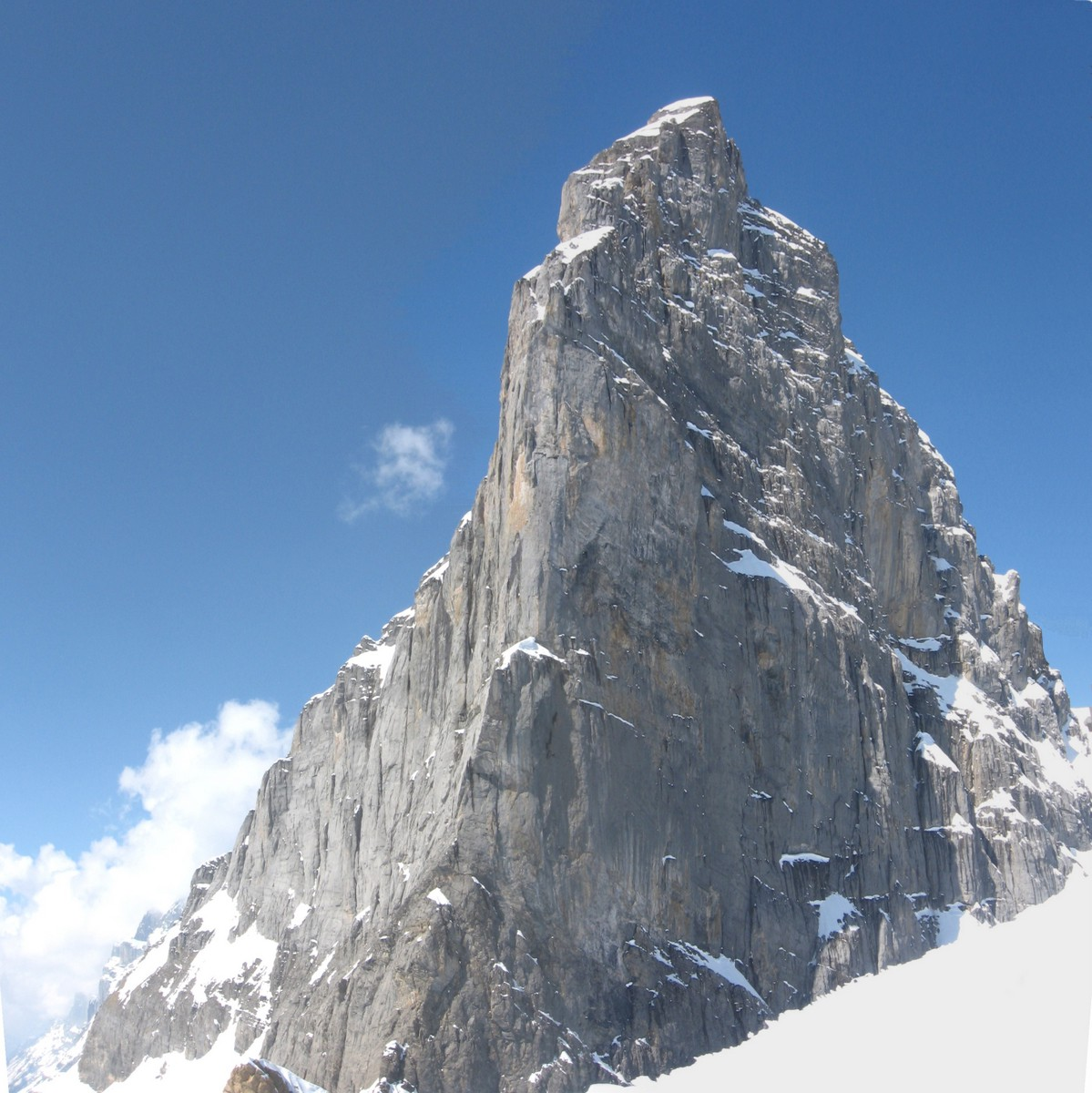
그라센에서 본 남동쪽 돌출부

티틀리스는 옵발덴주와 베른주의 경계에 걸쳐 있다. 티틀리스 정상(종종 그로스 티틀리스라고도 함)과 클라인 티틀리스 정상은 모두 북쪽의 엥겔베르크와 남쪽의 가트멘(Gadmen) 사이에 위치해 있다. 티틀리스 대산괴도 니트발덴주에 위치해 있으며, 니트발덴의 가장 높은 지점인 로트슈토클리(Rotstöckli, 2,901m)가 있다. 티틀리스는 옵발덴과 엥겔베르크 계곡에서 가장 높은 지점이다. 티틀리스 동쪽은 그라센으로, 옵발덴주, 베른주, 우리주 사이의 경계가 모여 있다. 스위스의 지리적인 중심은 산에서 서쪽으로 약 15km 떨어진 곳에 위치해 있다.
티틀리스는 수스탄 고개 북쪽의 우리 알프스에서 가장 높은 산이다. 산맥의 이 부분은 서쪽의 하슬리 계곡과 동쪽의 로이스 계곡 사이에 위치해 있으며, 따라서 각각 아레강과 로이스강의 분지를 공급하는 물이 분리된다. 엥겔베르크 계곡은 루체른 호수의 지류인 ‘엥겔베르거 아’(Engelberger Aa)에 의해 배수된다. 이 계곡은 루체른 호수의 남쪽에 위치해 있다.
대산괴의 북쪽은 티틀리스 빙하(독일어: Titlisgletcher)로 덮여 있다. 지구 온난화로 인해 빙하가 급격히 줄어들었으며, 약 20년 후에 사라질 것으로 예상된다. 남쪽의 가파르고 바위가 많은 면은 벤덴 빙하(Wenden Glacier) 위로 솟아 있다. 동쪽은 피른알펠리 빙하(Firnalpeligletscher)라는 이름을 가진 빙하가 내려다보인다.

## 날씨
티틀리스 정상은 설선 상에 위치해 있어 춥고 눈이 많이 오는 기후이다. 따라서 눈이 계속 내려 기온이 영하로 내려간다.

## 교통
자동차나 기차, 케이블카 어떤 교통 수단을 이용하던 엥겔베르크가 티틀리스로 접근하는 최종 관문이 된다.
첸트랄반(Zentralbahn)을 이용하여 루체른에서 엥겔베르크로 바로 연결된다. 루체른에서 약 45분 정도 소요. 엥겔베르크역에서 티틀리스 리프트 초입 정거장까지는 도보로 10분이 소요되며, 무료 버스도 운행된다.
엥겔베르크에서 8인용 티틀리스 익스프레스(TITLIS Xpress) 곤돌라를 타면 슈탄트 정거장으로 바로 이동된다. 곤돌라는 트륍 호수 중간 정거장에서 승하차를 위해 정차한다. 티틀리스 로테어 공중회전 케이블카는 슈탄트에서부터 3,020m 고도에 위치한 산 정상 정거장까지 운행한다. 엥겔베르크에서 티틀리스 산악 정거장까지는 약 30분이 소요된다.

## 갤러리

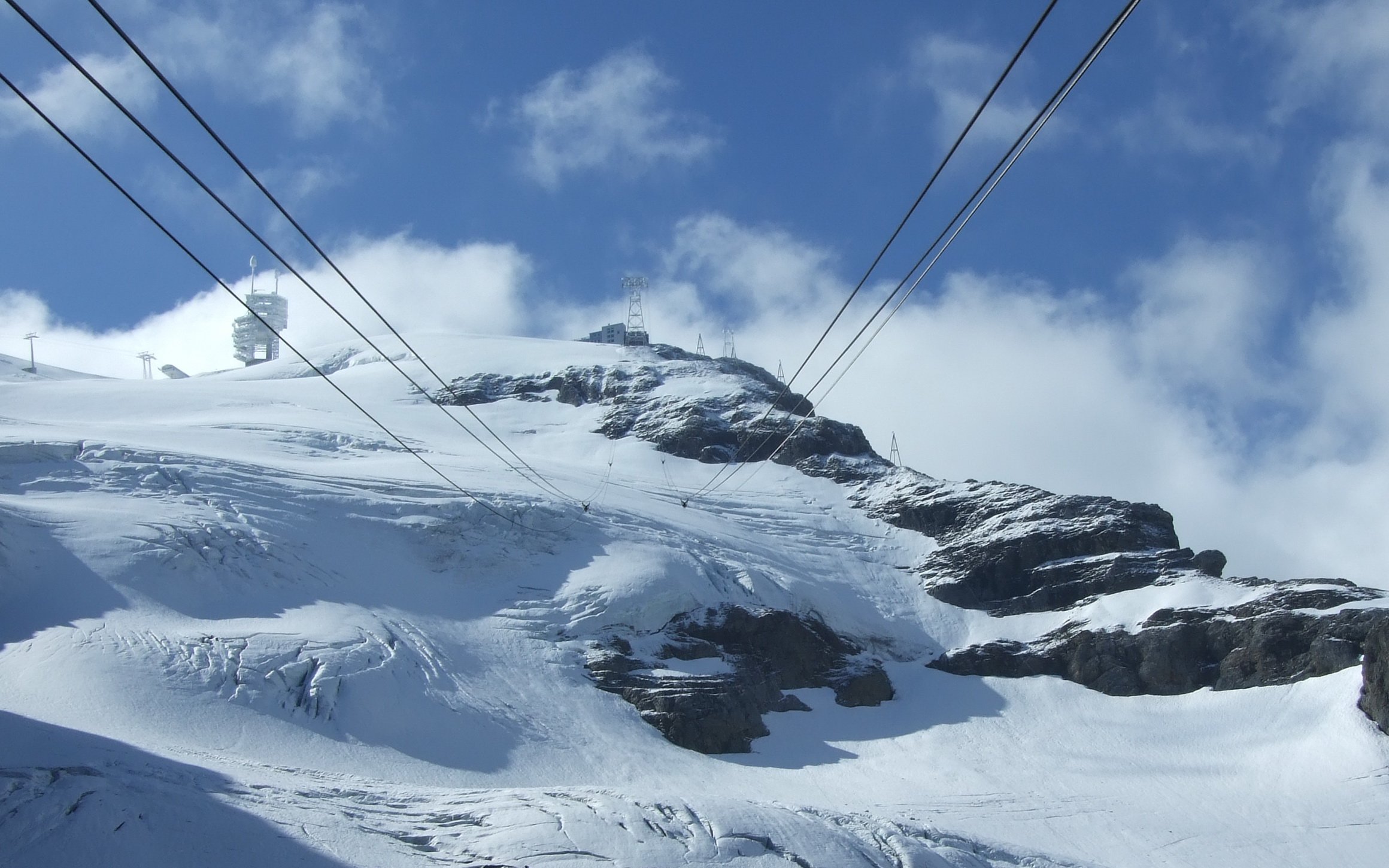
슈탄트-클라인 티틀리스 케이블웨이(2010년 7월)
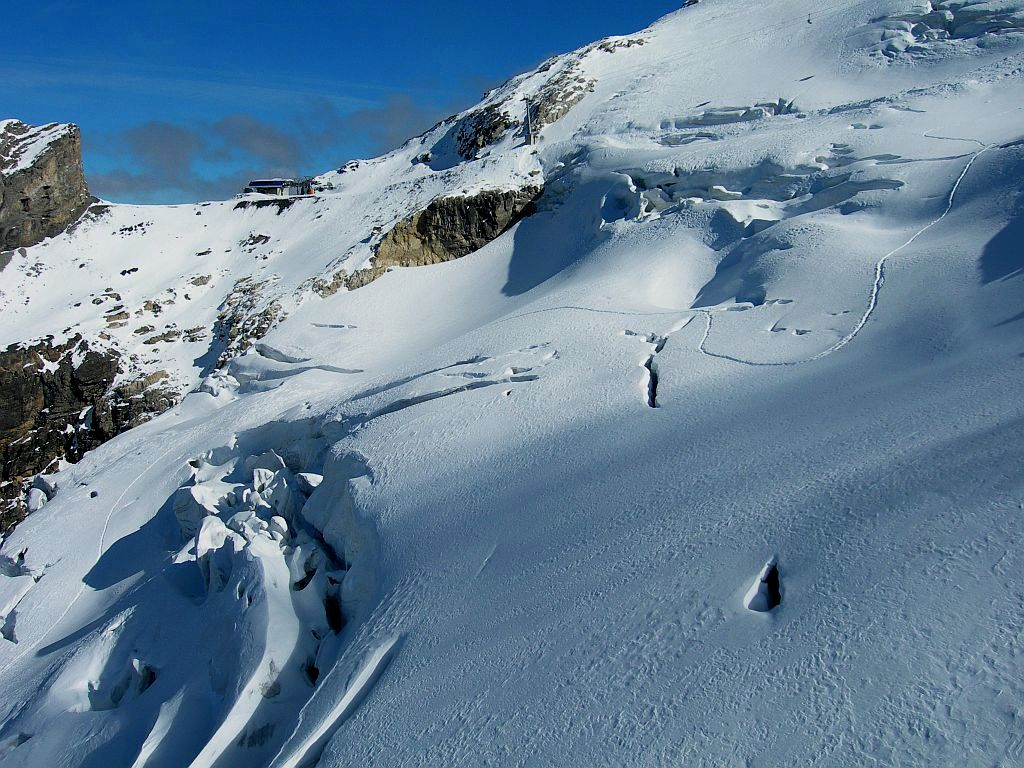
티틀리스 빙하 (2005년 10월)
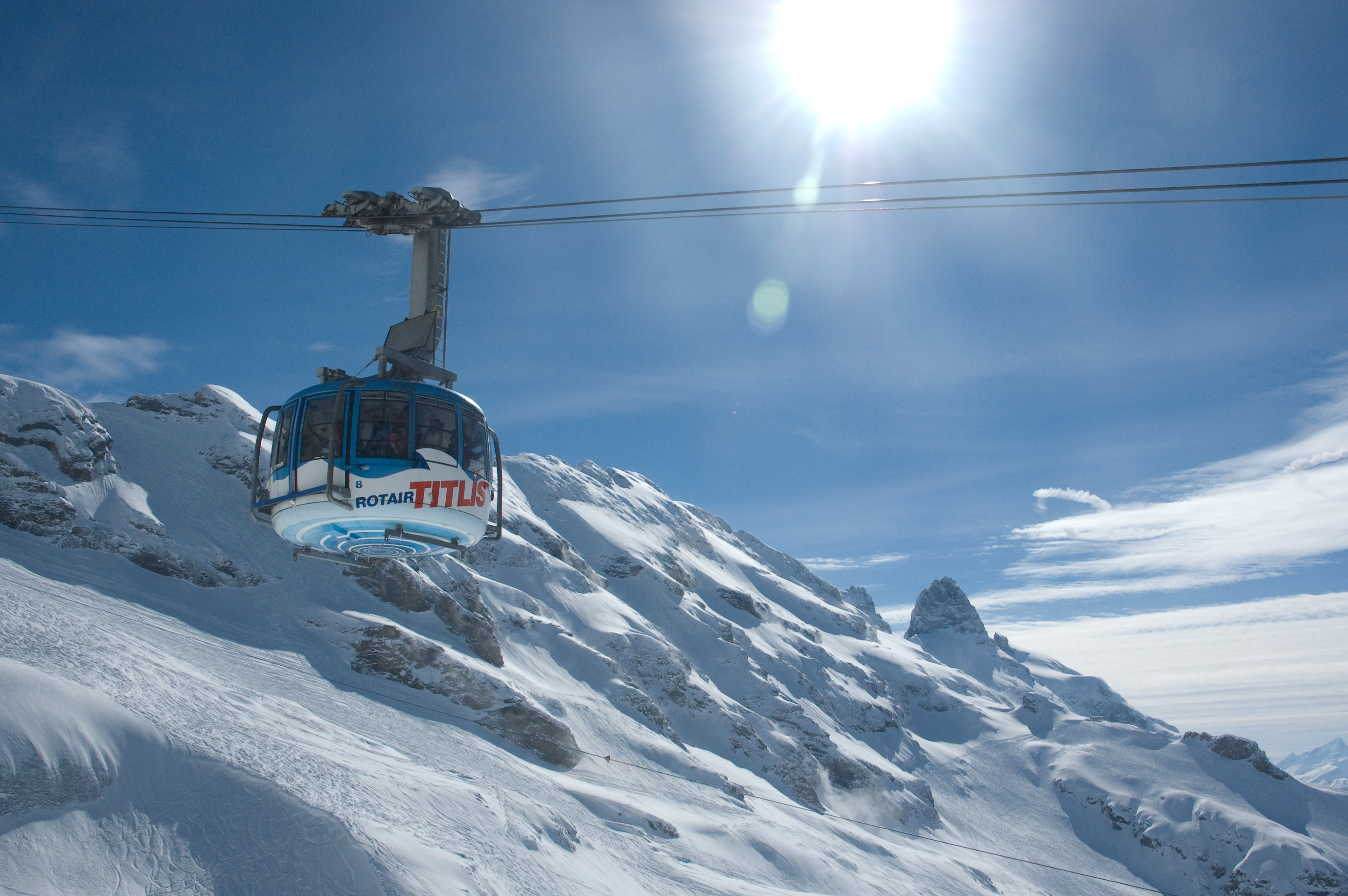
슈탄트-클라인 티틀리스 케이블카, 옛날 차량 (2008년 3월)